# ブシラミン
ブシラミン(Bucillamine）は、関節リウマチ治療薬のひとつ。 チオプロニン(tiopronin)からの誘導体。日本で開発され、日本と韓国でしか用いられていない。しかし、日本発のメソトレキセートとの比較・併用の研究結果などによりエビデンスに基づきAランクの薬剤と認められている。日本での商品名は「リマチル」(参天製薬)が代表的。

## 化学構造
ブシラミンはシステインの誘導体でもある。同様に関節リウマチ治療薬でありSH製剤であるD-ペニシラミンとの違いはSH基の数である。(D-ペニシラミンはひとつ。ブシラミンは2つ)

## 適応症
- 関節リウマチ

## 副作用
蛋白尿、皮疹、黄色爪症候群、味覚障害、間質性肺炎、骨髄障害など。
- 蛋白尿は薬剤性膜性腎症によるものもある。蛋白尿はブシラミン服用者では、常に留意すべきであり、受診のたびに検尿を行なうことがすすめられる。[3]